# 風花 (お笑い芸人)
風花（ふうか、1981年6月15日 - ）は、日本のお笑いタレントであり、お笑いトリオトリコロールの元メンバー。現在はラジオパーソナリティ・女優を主としている。本名、境下 潤子（さかした じゅんこ）。
神奈川県横浜市出身。ホリプロに所属していた。

## 略歴・人物
- トリコロールでのイメージカラーは■青[1]。
- 小学生から中学生の頃にかけて、沖縄県に住んでいたことがある。また、日テレ学院に通っていたことがある[2]。
- 『恋のから騒ぎ』（日本テレビ）13期生として、本名で出演。ここでの同期には倉田麗華、かつては同じお笑いタレントでも活動し現在はSDN48のメンバーのなちゅ（竹川奈津子）らがいる。当時は音楽制作会社勤務、同社退社後は美容天気予報の広報を務めた[3]。
- 第26回横浜開港祭（2007年）の親善大使を務める。親善大使としてニッポン放送、FMヨコハマにPR活動のため出演したこともあった[3]。
- 2008年9月にお笑いジェンヌオーディションに合格してホリプロ入りし、同じオーディションに合格した桜花、この直前までピン芸人『十文字ゆりか』として活動していた梨花と3人でトリコロールを結成。そのデビューは同年10月12日の『ホリプロお笑いライブ』の55秒ネタ見せコーナー『マッハ55GO!』だった。トリコロール結成前は、風花と桜花の2人で「エスニックなキャラの『エスニッカーズ』を組もうか」と言う話もあったという。この『エスニッカーズ』としての出演は、梨花が舞台『リンダリンダラバーソール』の稽古などのために一部のライブを除いて出演を休んでいた間の2009年11月14日の『お笑いプロデュースライブ』（東京・新宿Fu-）で実現[4]、風花は桜花に突っ込む役を務めた。
- シーサイド・カフェ828（鎌倉エフエム放送）では、トリコロールのメンバーとなる前から、境下潤子としてパーソナリティを務めている。なお、この番組中での愛称は『じゅんじゅん』。
- 趣味は詩、短歌を作ることで[3]、『湘南POEM BAR』（鎌倉エフエム放送）で自作の詩を披露している。
- 特技はオラクルカードなどによるカードリーディング。エンジェルセラピーにおいての、エンジェルカードプラクティショナー及びスピリチュアルセピストでもある[5]。また、本人曰く「生まれ変わるなら風になりたい」とも[6]、「周波数が合えば、ユニコーンや守護天使とも交信できる」ともある。また、「風花」と言う名前も「花の精霊に付けてもらった」という[7]。
- 愛犬家であり、自分のブログに愛犬のブログを併設している[8]。ブログにおいては、全てのコメントに返事をするというマメなところがあった（諸事情により現在では行っていない）。
- ゆずのファン（特に北川悠仁のファン）で[9]、ファン歴は『いつか』を聴いて以来という。他、音楽ではサザンオールスターズをよく聴いているという[10]。
- 「腹黒」や「お金が大好き」キャラをネタ中などで見せていることがある[11]。また、『シーサイド・カフェ』のパーソナリティ開始時にも腹黒キャラのことを話していたことがあったという。
- オフィシャルブログにおいて、2009年12月17日更新分の女芸人が語るオススメの年末年始の過ごし方を『目指せ! アメーバニュース掲載への道』の第1弾として始め、その第3弾となった同年12月18日更新分の『売れない女芸人から見たカッコいい芸人』が、同年12月22日のアメーバニュースで採りあげられ掲載された[12]。なお風花本人いわく、おかもとまりがきっかけでこのシリーズを始めたという[13]。

## 芸風
立ち位置は左。「ピース、ピース、にこピース」が定番の台詞のネタの時は、桜花が「大丈夫!」となだめた後に、風花は柔らかいような感じで罵るなどのパターンがある。
「アーイラブユー、好き好きー」と言う歌とリズムを入れるネタの時は、「～してもいいですか?」とネタを振る役で、この後一人芝居を始めたり、腹黒キャラ的な台詞を言ったりするような役柄が主となっている。これまでには、逆に桜花の役柄である「いいよ!」と言ってネタ振りを受ける役を演じたことも何回かあった。
「セクシーな保健室の先生」の一人コントは、2009年12月、2010年3月の『ホリプロお笑いライブ』の『マッハ55GO!』コーナー、2010年3月30日の『ホリプロお笑いジェンヌライブ』と、2010年1月11日に出場したR-1ぐらんぷりにおいて演じていた。また、2010年4月の『マッハ55GO!』では、自分の守護天使という設定のキャラ『アンジェリカ』でのピンネタを演じた。

## 出演

### テレビ
- 恋のから騒ぎ（日本テレビ） - 13期生
- アッコにおまかせ!（TBSテレビ）
2008年12月7日と同年12月21日、2009年3月15日他、代役のアシスタントとして出演
- 最強武将伝 三国演義（テレビ東京）- 2010年5月2日（第5話）、声の出演

### 映画
- ちちぶ映画祭「再生」（2014年9月）

### ラジオ
- シーサイド・カフェ828（鎌倉エフエム放送） - 2007年8月6日から月曜パーソナリティ
- 湘南POEM BAR（鎌倉エフエム放送）
なお、鎌倉エフエムの番組は月曜日にライブ出演のスケジュールが入った時などには番組を休む場合がある。
- バナナマンのバナナムーン（TBSラジオ）- 2009年12月28日出演。工藤静香の『Blue Velvet』を番組中で歌う。
- シーサイド短歌（鎌倉エフエム放送）

トリコロール3人での出演については、トリコロール (お笑いトリオ)#出演を参照。

### 舞台
- 「注文の多い料理店」（2014年5月26日 - 28日、渋谷LUSH）
- チーム進火RON「伯父の魔法使い」（2015年5月13日・16日、下北沢楽園）
- チーム進火RON「ヤバい!は気から」（2015年6月24日・27日、下北沢小劇場）
- チーム進火RON「追憶ベイベー!」（2016年1月14日 - 17日、シアター711）